# اسارمینتو ۱۹۲۰
سیارک ۱۹۲۰ (به انگلیسی: 1920 Sarmiento، نامگذاری:1971VO) هزار و نهصد و بیستمین سیارک کشف شده‌است که در ۱۱ نوامبر ۱۹۷۱ کشف شد.
قدر مطلق سیارک برابر ۱۴٫۱۷ است.